# Dianthidium singulare
Dianthidium singulare är en biart som först beskrevs av Cresson 1879.  Dianthidium singulare ingår i släktet Dianthidium och familjen buksamlarbin. Inga underarter finns listade.

## Beskrivning
Ett stort bi med svart grundfärg och klargula markeringar, på bakkroppen i form av tvärband som kan få en rödaktig anstrykning i mitten.

## Ekologi
Arten besöker blommande växter från familjerna korgblommiga växter, flockblomstriga växter och korsblommiga växter med en förkärlek för korgblommiga.

### Fortplantning
Arten är ett solitärt bi, det vill säga det är icke samhällsbildande, utan varje hona sörjer själv för sin avkomma. Bona förefaller vara ganska små, placeras på klippor och som hos andra arter i samma släkte, vara gjorda av grus och kåda.

## Utbredning
Dianthidium singulare förekommer i västra USA som Kalifornien, Nevada, Idaho och Arizona